# Nerikare
Nerikare fue un faraón egipcio de la decimotercera dinastía durante el llamado Segundo período intermedio. Según los egiptólogos Kim Ryholt y Darrel Baker, fue el tercer rey de la dinastía, reinando por un corto periodo de tiempo, de 1778-1777 a. C..
 Alternativamente Jürgen von Beckerath ve a Nerikare como el vigésimo tercer rey de la dinastía, reinando después de Sehetepkare Intef.

## Certificados
Nerikare es conocido sobre todo por una sola Estela fechada en el año 1 de su reinado. La estela fue publicada en 1897 pero en la actualidad se encuentra desaparecida. The stele was published in 1897 but is now lost.
Además, el prenomen de un rey que puede ser Nerikare se encuentra en un registro de la altura del Nilo en Semna, cerca de la segunda catarata del Nilo en Nubia. El registro tiene fecha del primer año del reinado de este rey, cuyo nombre fue leído como "Djefakare" por los egiptólogos F. Hintze y W. F. Reineke. Kim Ryholt señala sin embargo que el prenomen fue malinterpretado por los descubridores donde el signo de Gardiner G14 nry, representando un buitre, fue confundido con el signo G42 representando un pato y lectura ḏf3,. Así, Ryholt y otros, tales como Darrell Baker, ahora se lee el nombre como "Nerikare".

## Posición cronológica
Ryholt señala que se conocen registros del Nilo, que son similares a la crecida que se atribuye a Nerikare, todos datan de un periodo de tiempo desde el final de la decimosegunda dinastía al principio de la decimotercer dinastía. Concluye así que Nerikare también debe haber sido un rey de este periodo de tiempo, y como "Nerikare" no aparece en el canon de Turín, Ryholt propone que se mencionó en la laguna que afectan al tercer rey de la dinastía en el Canon de Turín (columna 7, línea 6). Esto establecería a Nerikare como el tercer rey de la dinastía, aunque la laguna podría haber estado compuesta por dos reyes y Nerikare podría ser el cuarto, después de un rey desconocido. La duración del reinado de Nerikare se establece como exactamente 6 años en el canon de Turín, sin embargo, Ryholt ha demostrado que esto es cierto para todos los reyes marcados como perdido y que esta figura probablemente fue insertada por el autor de la lista de reyes para evitar brechas cronológicas, en su lugar, Ryholt propone que Nerikare reinó solamente un año. Además, la existencia de un registro de Nilo fechada en su primer año de reinado indica que pudo acceder al trono al principio del año, antes de la temporada de inundación durante el cual fueron inscritos dichos registros.

### Nombre
En su estudio de 1997 del segundo período intermedio, Kim Ryholt propone que el nombre de hijo de Re de Nerikare puede haber sido "Sobek".  Este nombre aparece en tres sellos, que pueden ser fechados en la dinastía decimotercera, antes de Sobekhotep III. Como se conoce el nombre de todos los reyes de este periodo menos los de dos, argumenta que solo Nerikare o Sekhemrekhutawy Khabaw podrían haber llevado este nomen.

## Titulatura
| Titulatura | Jeroglífico | Transliteración (transcripción) - traducción - (referencias) |

| N5 · n | G14 | r · D28 |

| N5 · n | G14 | r · D28 |

| N5 · n | G14 | r · D28 |

| N5 · n | G14 | r · D28 |

| N5 · n | G14 | r · D28 |

| N5 · n | G14 | r · D28 |

| N5 · n | G14 | r · D28 |

| N5 · n | G14 | r · D28 |

| N5 · n | G14 | r · D28 |

| N5 · n | G14 | r · D28 |

| N5 · n | G14 | r · D28 |

| N5 · n | G14 | r · D28 |

| N5 · n | G14 | r · D28 |

| N5 · n | G14 | r · D28 |

| N5 · n | G14 | r · D28 |

| N5 · n | G14 | r · D28 |